# 棘-おどろ-
棘-おどろ-（英: Odoro）は、日本の女性アイドルグループ。2017年に結成され、東京都内を中心に活動している。doles Uレーベル所属。
「視覚的新感覚オルタナアイドル」を標榜し、“ちくりと胸にささります”をコンセプトに活動している
。
結成時から在籍する田中しろめを中心に、メンバーの再編成を繰り返しながら、自主企画ライブやイベント出演の活動を続けている。

## 来歴
「視覚的新感覚オルタナアイドルユニット」を名乗り、「どこにもない唯一無二の存在になる」として、2017年9月30日デビュー。結成当初のメンバーは、田中しろめ、りんぷもら（元メチャハイ♡）、弥勒寺える（黒猫の憂鬱で「さゆなし」として活動）であったことが、公式サイト上に記載されている。
結成メンバーである田中しろめ曰くグループ名「棘-おどろ-」の意味は「“おどろおどろしい”ではなくて“一緒に踊ろう”の”おどろ”」である。
2019年8月27日に一度活動を休止し、新メンバー体制により2020年1月19日に再開した。
2022年3月に1stEP『キミキミ』をリリース。
2023年1月25日、田中しろめ、月奏ミサ、廻環美、白桜サキの4人体制により1stシングル「キミキミ / てにてに」をリリースした。「キミキミ」は上述の2022年3月版のリテイクであり、2022年9月に白桜サキが正式加入してから初の音源リリースである。
2023年末までに、白桜の卒業、月奏の活動休止を経て田中しろめ、廻環美の2名での活動となったが、翌2024年の1月に月城ゆのん、猫田れん、木村おまる。の3名が候補生として加入、同年3月に正式メンバーとして加入し5人体制となった
2024年9月30日、結成7周年とミニアルバム『xxxx』（ダメダメ）リリースを記念して初のバンドセットワンマンライブを行った。同年10月2日、ミニアルバム『xxxx』をリリースした。

## 音楽性
楽曲は、ニューウェーブやデジロックに分類されている。また、BARKSのインタビューでは、ニュー・オーダーや1990年代のUKロックからの影響が指摘されている。楽曲の多くは、ハジメチカによって作詞・作曲されている。

## メンバー
| 名前         | メンバーカラー | 誕生日   |                                                |
| ------------ | -------------- | -------- | ---------------------------------------------- |
| 田中しろめ   | 浅葱鼠色       | 1月19日  | リーダー。初期以降の振り付けを担当。           |
| 廻環美       | 常盤色         | 6月23日  | 最近では作詞も手掛けている。                   |
| 猫田れん     | 青藍色         | 11月20日 | 正統派アイドル的なルックスで新規を惹きつける。 |
| 木村おまる。 | 壺菫色         | 10月15日 | 歌唱力の高さでグループの唄の部分を牽引。       |

## ディスコグラフィ

### フルアルバム
- 『yumeyume』（2023年9月6日）

　「ユメユメ」MVがYouTubeで公開。

### ミニアルバム
- 『xxxx（ダメダメ）』（2024年10月2日）

　「xxxx（ダメダメ）」MV公開。

### EP
- 『キミキミ』（2022年3月23日） – 1st EP
- 『koko』（2023年4月19日） – 2nd EP
- 『koko2』（2025年6月18日） – 3rd EP

### シングル
- 『減色する世界とアワアワ』（2022年5月25日、幻色シアターとのスプリットシングル）
- 『キミキミ / てにてに』（2023年1月25日） – 1st single

　「キミキミ」MV公開。  
- 『Bang!Bang!』（2024年5月1日） – 2nd single

　「Bang!Bang!」MV公開。

### デジタルシングル
- 『棘-おどろ- 其ノ一』（2020年12月24日）
- 『棘-おどろ- 其ノ二』（2021年1月28日）
- 『棘-おどろ- 其ノ三』（2021年2月25日）
- 『棘-おどろ- 其ノ四』（2021年3月25日）
- 『カゲカゲ』（2023年5月24日）
- 『レイレイ』（2023年6月21日）
- 『やだやだ』（2023年7月19日）
- 『アワアワ』（2023年8月16日）